# 2-cloroetanolo
Con il nome di 2-cloroetanolo, o cloridrina etilenica, si indica un composto chimico di formula ClCH2CH2OH. A temperatura ambiente si presenta come un liquido incolore, di odore etereo.
La cloroidrina etilenica è completamente miscibile in acqua e in etanolo.
Viene sintetizzata a partire da etilene e acido ipocloroso.
Viene impiegata principalmente nel processo di sintesi dell'ossido di etilene e come reagente per la produzione di coloranti, prodotti farmaceutici e plastificanti.
È un composto altamente tossico, la cui esposizione comporta danneggiamenti del sistema nervoso centrale, del sistema cardiovascolare, dei reni e del fegato.
Per decomposizione termica produce acido cloridrico e fosgene.